# Підтвердження диз'юнкцією

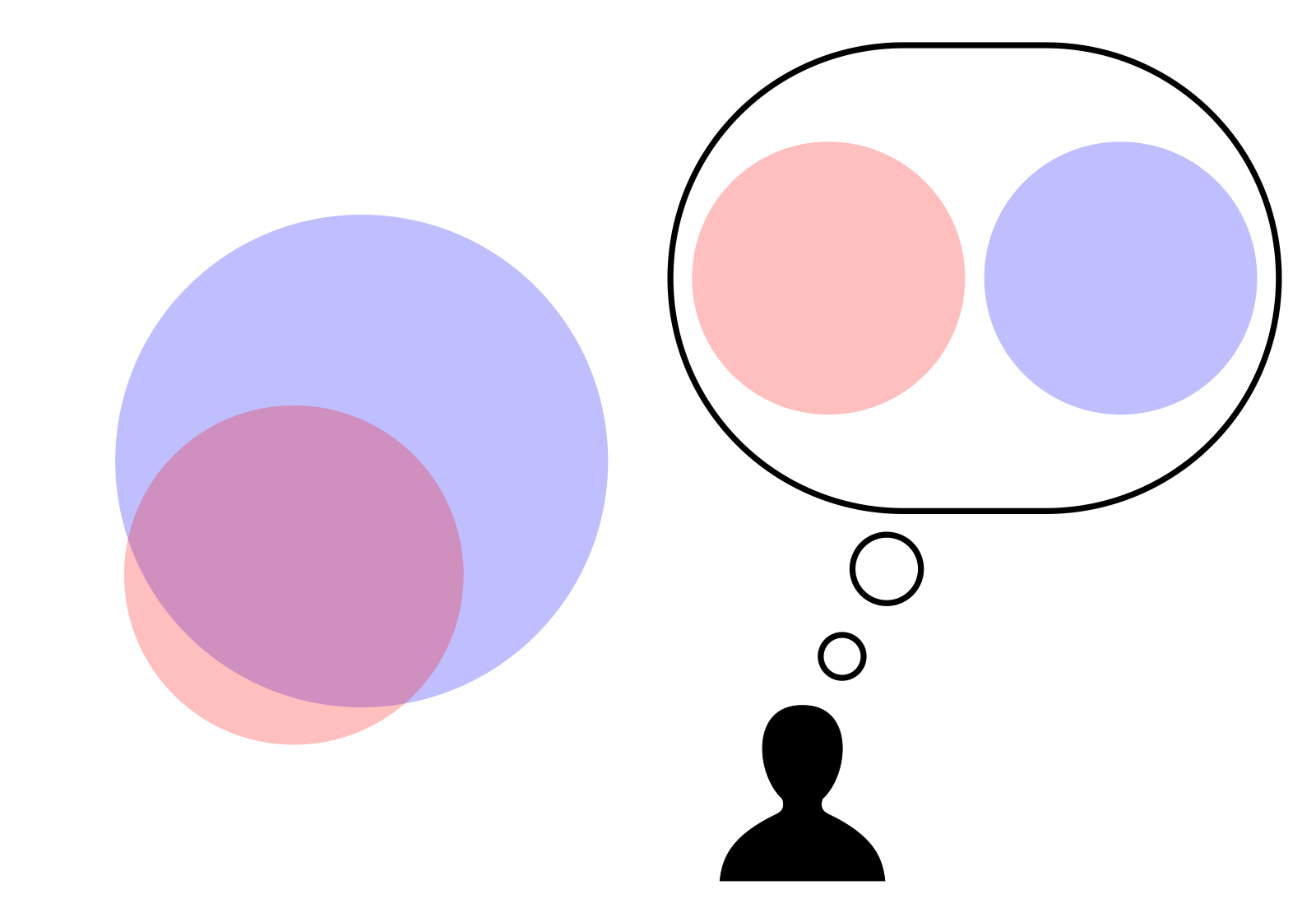
Підтвердження диз'юнкцією є помилкою

Підтвердження диз'юнкцією, також відоме як помилка альтернативної диз'юнкції або помилкова виключна диз'юнкція - це формальна помилка, коли дедуктивний аргумент приймає наступну логічну форму:
A або B
А
Отже, не B
Або у вигляді логічних операторів:
{\displaystyle p\vee q}
{\displaystyle p}
{\displaystyle {}\vdash {}} ¬ {\displaystyle q}
де {\displaystyle {}\vdash {}} позначає логічне твердження.

## Пояснення
Помилка полягає у висновку, що один диз'юнкт має бути хибним, оскільки інший диз'юнкт істинний; насправді вони обидва можуть бути істинними одночасно, оскільки "або" визначається включно, а не виключно. Це помилка двозначності  між операціями OR і XOR.
Підтвердження диз'юнкту не слід плутати з дійсним аргументом, відомим як диз'юнктивний силогізм.

## Приклади
Наступний аргумент вказує на необґрунтованість підтвердження диз'юнкту:
Макс — ссавець або Макс — кіт.
Макс — ссавець.
Тому Макс не кіт.
Це висновок є необґрунтованим, оскільки всі кішки, за визначенням, є ссавцями.
Другий приклад надає першу пропозицію, яка виглядає реалістичною, і показує, як за цією помилкою все ще виникає очевидний хибний висновок.
Щоб бути на обкладинці журналу Vogue, потрібно бути знаменитістю або дуже красивою.
На обкладинці цього місяця була знаменитість.
Тому ця знаменитість не дуже красива.